# نخت (كبير الخدم الملكيين)

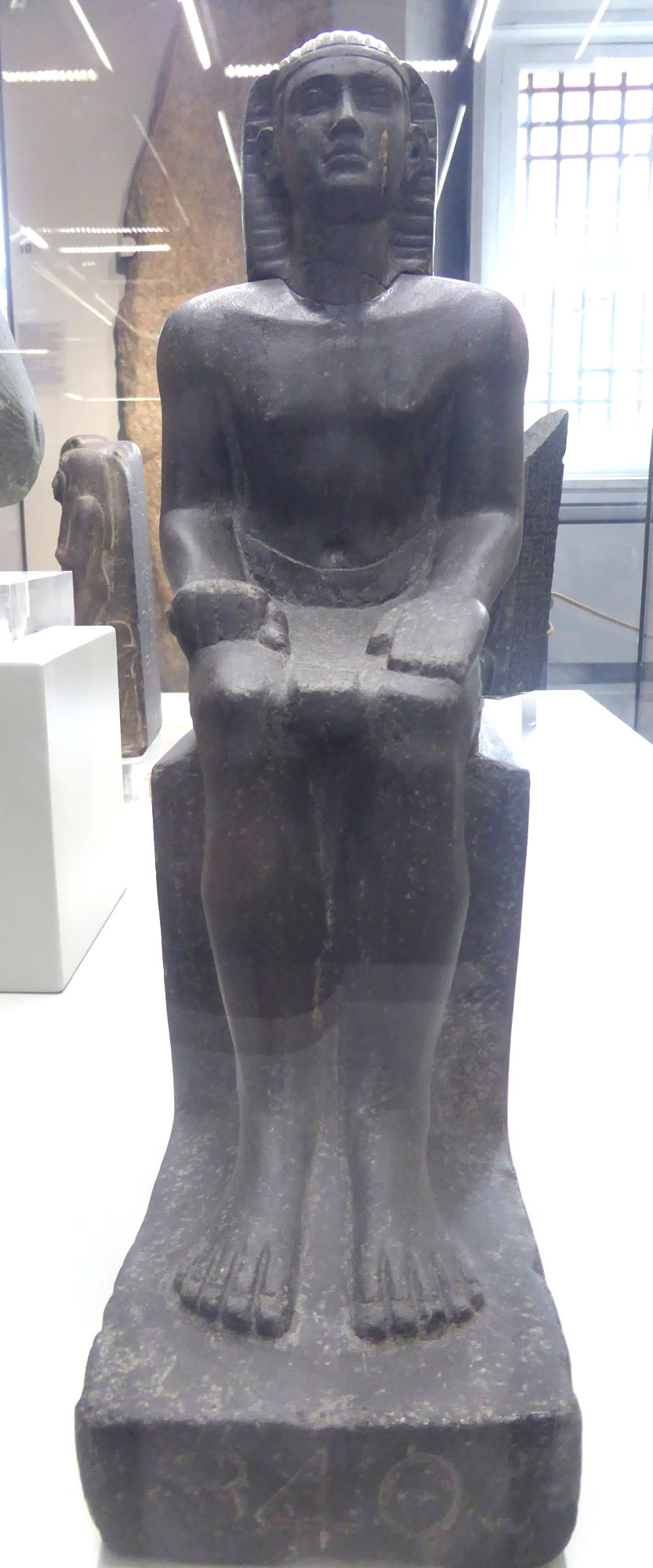
تمثال نخت ، الآن في نابولي (الرأس حديث)

نخت كان مسؤولًا مصريًا قديمًا يعيش حوالي عام 1950 قبل الميلاد تحت حكم الملك سنوسرت الأول في الأسرة الثانية عشرة. كان لقبه الرئيسي كبير الخدم الملكيين. كمسؤول رفيع ، كان مسؤولاً عن المجالات التي تزود القصر والمقر الملكي بالطعام والموارد الأخرى.
دفن في اللشت بالقرب من هرم أمنمحات الأول حيث تم حفر قبره المزخرف في 1894-95 ومرة أخرى في 1913-1914.  يحتوي القبر على مصلى (حوالي 6.7 × 11.90 م) ، تم تزيينه بالنقوش. كما تم العثور على تمثال بالحجم الطبيعي موجود الآن في المتحف المصري بالقاهرة. تمثال ثانٍ بدون مصدر موجود اليوم في نابولي ( المتحف الأثري الوطني ، نابولي). كما تم تسميته على كتلة واحدة في هرم سنوسرت الأول في اللشت.